# Inactivateur
Un inactivateur (en anglais silencer) est une région d'ADN (séquence régulatrice) qui peut fixer des protéines pour diminuer la transcription de gène.  Un gène peut posséder plusieurs amplificateurs. Ils sont généralement situés à assez loin du gène (jusqu'à 100 000 nucléotides). Ou encore le gène et l'amplificateur ne sont pas forcément proches l'un de l'autre et peuvent même être sur deux chromosomes différents mais par contre le repliement de l'ADN dans le noyau leur permet une proximité physique.
L'inactivateur est donc un ensemble de plusieurs éléments de contrôles distaux (distaux du fait qu'ils sont éloignés du gène auquel ils sont affectés) : ces éléments sont de courtes séquences en nucléotides. Ensuite des Protéines nommées facteurs de transcription spécifiques vont venir se fixer sur chaque élément de contrôle de l'inactivateur.
Il en existe deux types : - les activateurs - les répresseurs (inactivateurs).
Ensuite ces facteurs de transcription spécifiques vont se lier à certaines protéines médiatrices et à certains facteurs de transcription généraux. Ces protéines et facteurs vont former le complexe initiation de transcription et vont donc aider l’amorçage de l'ARN polymérase II sur le promoteur.
Cette fixation est possible grâce à une protéine qui provoque la courbure de l'ADN et donc le rapprochement des zones correspondantes.
Selon le type de facteurs de transcription spécifiques, la conséquence ne sera pas la même: L'effet des activateurs sera d'augmenter la vitesse d'expression génique. L'effet des répresseurs sera de diminuer la vitesse d'expression génique.
Les activateurs et répresseurs n'influence pas seulement la transcription mais aussi la structure de la Chromatine. En recrutant des protéines qui acétylent les Histones près des promoteurs du gène spécifiques pour les activateurs ; soit des protéines qui désacétylent (voir Acétylation ) les histones. Dans le premier cas cela permet de faciliter la transcription, et dans le deuxième cas cela provoque une diminution de la transcription (silençage).